# Estação Ferroviária da Filda
Filda é uma interface ferroviária do Caminho de Ferro de Luanda que serve o município de Cazenga, em Angola. O nome refere-se ao recinto do Centro de Exposições da Feira Internacional de Luanda, que se encontra nas proximidades.

## Serviços
A interface é servida por comboios suburbanos, e pelos serviços de longo e médio curso.